# Ur gamla källor
Ur gamla källor är ett folkmusikalbumalbum från 2002 med O'tôrgs-Kaisa Abrahamsson på fiol och durspel samt Hanna Tibell, Anders Gill och Pether Olsson som gästviolinister. Låtarna är tagna efter spelmän från Nordanstigs kommun i norra Hälsingland. Albumet är utgivet på skivbolaget Holmen Music med katalognumret HOLMCD-08.

## Låtlista
1. "Jämtpolska efter Katrina Lundstedt, Hassela"
2. "Ol'Ersens polska efter Katrina Lundstedt, Hassela"
3. "Polska efter Gammelbo-Lars Andersson, Bergsjö"
4. "Skörda linet, slängpolska efter Katrina Lundstedt"
5. "Polska efter Hultkläppen och Sammels Jon-Erik"
6. "Polska efter "Frid-Daniel", Daniel Frid Johansson, Bergsjö"
7. "Polska efter Jonas Persson Wik, "Pusten", Rogsta"
8. "Sorglåt av Hultkläppen, Bergsjö"
9. "Hambo efter Hag-Karolina Hansdotter, Bergsjö"
10. "Polska efter Spel-Jante, Gnarp"
11. "Mor-Arvids valsen efter Mor-Arvid Persson, Hassela"
12. "Gränsforsschottisen av Johan Andersson, Bergsjö".
13. "Långpolska efter Katrina Lundstedt, Hassela"
14. "Värstingen, polska efter Pusten, Rogsta"
15. "Gånglåt efter Malångs-August Andersson, Jättendal"
16. "Sågbäcken efter Edvard Ström, Bergsjö"
17. "Skamp-Hinkes polska efter Katrina Lundstedt, Hassela"
18. "Polska efter Erik Fors, Bergsjö"
19. "Hultens vals efter Katrina Lundstedt, Hassela"
20. "Tjugondaknutpolskan efter Pusten, Rogsta"
21. "Glada Nisses vals av Helge Nilsson, Bergsjö"
22. "Sorglåt av Hultkläppen, Bergsjö"